# Guillaume Bigourdan
Guillaume Bigourdan (født 6. april 1851 i Sistels, Tarn-et-Garonne, død 28. februar 1932 i Paris) var en fransk astronom.
Bigourdan ansattes 1877 som astronom ved observatoriet i Toulouse og 1879 ved observatoriet i Paris. Han blev 1903 medlem af Bureau des longitudes. Bigourdan blev direktør for det 1919 oprettede Bureau international de l'heure, der havde sæde på Pariserobservatoriet, og som gennem udsendelse af radiosignaler virkede for den internationale tidstjeneste. Som direktør for dette bureau udgav Bigourdan Bulletin horaire. Foruden talrige mindre, astronomiske meddelelser i fagskrifter og i det Franske Videnskabsakademis skrifter (medlem siden 1904) har Bigourdan skrevet: Histoire de l'astronomie de Toulouse de l'origine à la fondation de l'observatoire actuel (1886), Le système métrique des poids et mesures (1901). Af hans talrige mikrometriske observationer af stjernetåger og stjernehobe: Observations de nébuleuses et d'amas stellaires udkom I, II, III, IV, V 1899—1911. Han udgav: Pingrés Annales célestes du XVII siècle (1901) og Delambrs Grandeur et figure de la terre (1912).  Af større værker udsendte Bigourdan: Gnomonique ou traité théorique et pratique de la Construction des cadrans solaires (Paris 1922). Bigourdan fik 1920 Janssenprisen særlig for sine arbejder over stjernetåger.